# Wake (video)
Pełna nazwa tego wydawnictwa to Wake: Choruses from Under the Rock. Jest to zapis ostatniego koncertu który odbył się w trakcie trasy promującej debiutancką płytę The Sisters of Mercy zatytułowaną First and Last and Always. Na skutek tarć w zespole, trasa była kończona w składzie trzyosobowym, gdyż w jej trakcie odszedł od zespołu jego współzałożyciel Gary Marx. Pomimo to koncert który się odbył w Royal Albert Hall w Londynie w dniu 18 maja 1985 jest uznawany za jeden z lepszych w historii pierwszego składu zespołu. 

## Spis utworów
1. First and Last and Always
2. Body and Soul
3. Marian
4. No Time To Cry
5. Walk Away
6. Possession
7. Emma
8. Amphetamine Logic
9. A Rock and a Hard Place
10. Floorshow
11. Alice
12. Fix
13. Knocking On Heaven's Door

## Skład zespołu
- Andrew Eldritch - śpiew, gitara
- Craig Adams - gitara basowa
- Wayne Hussey - gitara, śpiew